# Gojčevići
Gojčevići (cyr. Гојчевићи) – wieś w Bośni i Hercegowinie, w Republice Serbskiej, w gminie Novo Goražde. W 2013 roku liczyła 14 mieszkańców.